# كيفن وارد
كيفن وارد (بالإنجليزية: Kevin Ward)‏ هو لاعب كرة قاعدة أمريكي، ولد في 28 سبتمبر 1961 في لانسدال في الولايات المتحدة، وتوفي في 9 مارس 2019.

## وصلات خارجية
- كيفن وارد على موقع دوري كرة القاعدة الرئيسي (الإنجليزية)
- كيفن وارد على موقعبيزبول رفرنس.كوم (الدوري الرئيسي) (الإنجليزية)
- كيفن وارد على موقعبيزبول رفرنس.كوم (الدوري الثانوي) (الإنجليزية)
- كيفن وارد على موقع مشجعي الرسوم البيانية (الإنجليزية)